# Cantone di Castelsarrasin-1
Il Cantone di Castelsarrasin-1 era una divisione amministrativa dell'Arrondissement di Castelsarrasin.
È stato soppresso a seguito della riforma complessiva dei cantoni del 2014, che è entrata in vigore con le elezioni dipartimentali del 2015.
Comprendeva solo parte della città di Castelsarrasin.